# Niterói (fragata)
A Niterói, anteriormente designada por Sucesso, foi uma fragata portuguesa que durante a Guerra de Independência do Brasil aderiu à causa brasileira, tendo sido integrada na marinha do Brasil.
Era a barca inglesa Success, adquirida no Rio de Janeiro em 1818.